# 306367 Nut
306367 Nut è un asteroide Apollo. Scoperto nel 1960, presenta un'orbita caratterizzata da un semiasse maggiore pari a 2,5318090 au e da un'eccentricità di 0,7426888, inclinata di 3,77253° rispetto all'eclittica.
Dal 6 aprile al 3 luglio 2012, quando 322390 Planes de Son ricevette la denominazione ufficiale, è stato l'asteroide denominato con il più alto numero ordinale. Prima della sua denominazione, il primato era di 305660 Romyhaag.
L'asteroide è dedicato all'omonima dea della mitologia egizia.